# Septemberforliget
Septemberforliget var en aftale der blev indgået den 5. september 1899 mellem DsF (tidligere LO, nu FH) og arbejdsgiverne i Dansk Arbejdsgiverforening (DA). Denne aftale slog fast, at arbejdsgiverne havde ret til at lede og fordele arbejdet, mens fagforeningerne var de eneste, der kunne indgå aftaler om løn- og arbejdsforhold. Laurids Bing, Axel Heide og Herman Trier var de tre mænd, som spillede en nøglerolle i vedtagelsen i aftalen. Alle tre fik derfor fortjenstmedaljen i guld for deres indsats.
Septemberforliget afsluttede den 5. september 1899 arbejdsgivernes lockout, der da havde betydet storkonflikt i 100 dage. Forliget tog udgangspunkt i de 8 punkter, arbejdsgiverne havde fremsat som sine krav ved konfliktens start. Det indeholdt 13 paragraffer, 3 midlertidige bestemmelser og en tilføjelse på 3 punkter.
Selv om septemberforliget ikke på alle punkter svarede til arbejdsgivernes 8 oprindelige krav, var der dog i vid udstrækning tale om en sejr til arbejdsgiversiden, mens dens ønske om at påføre fagbevægelsen et afgørende strategisk nederlag ikke lykkedes. Både fagbevægelse og Socialdemokratiet blev styrket de følgende år.
Septemberforliget fungerede som arbejdsmarkedets grundlov og blev først erstattet af en ny hovedaftale i 1960. Den nuværende hovedaftale holder sig dog indenfor rammerne af det oprindelige septemberforlig. Betegnelsen grundlov er rimelig, da det grundlæggende koncept i forliget er parternes gensidige anerkendelse af modpartens organisationsret.

DsF ændrede navn til LO som sammen med FTF fusionerede til FH